# Köllerbach (Saar)
Der Köllerbach ist ein ca. 19 km langer, orografisch rechter Nebenfluss der Saar im Saarland, Deutschland. Er ist das Hauptgewässer im Köllertal.

## Name
Der Name erscheint in den schriftlichen Aufzeichnungen erstmals in Form des Talnamens: 1223 Colredal, 1261 vallis Colonie, 1306 Colrendal und 1374 in deme Colredal. Nach Albrecht Greule ist der Köllerbach nach dem Tal benannt (*Köllertalbach), welches „Tal der Köhler“ bedeutet. Der Ortsname Kölln (1422 Colle) ist wiederum eine Rückbildung aus dem Tal- oder Bachnamen.
Andere Etymologien gehen davon aus, dass der Bach nach Kölln benannt ist, dem ältesten Ort des Köllertals. Wie auch bei der Großstadt Köln (lat. „Colonia Claudia Ara Agrippinensium“) würde dessen Name auf einen römischen Namen mit Bestandteil Colonia zurückgehen. Eine römische Siedlung befand sich am Rand des Köllertals, im Püttlinger Stadtteil Ritterstraße. Der Köllner Bach im Köllner Tal wurde dann umgangssprachlich zum Köllerbach im Köllertal.

## Geographie

### Verlauf

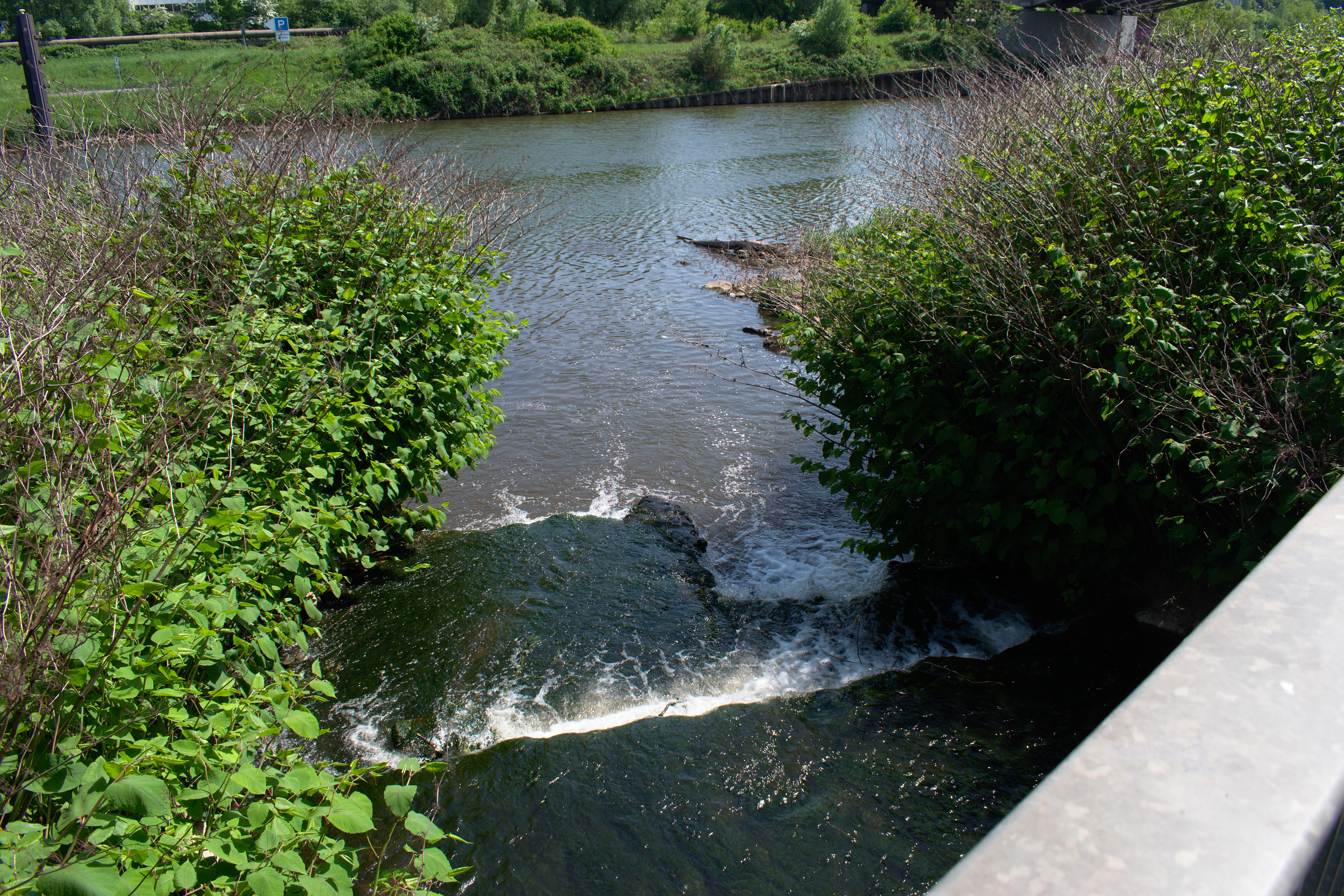
Mündung des Bachs in die Saar

Der Köllerbach entspringt auf einer Höhe von ca. 300 m ü. NN etwa 1,7 km nordöstlich von Eiweiler, einem Ortsteil von Heusweiler, an der Südwestflanke des 338 m hohen Schwanenberg. Von hier aus fließt der Bach vorrangig nach Süden, erreicht nach kurzem Lauf das schon erwähnte Eiweiler, wo von links der Köllerwieser Bach einmündet und wenig später von rechts der Schäferbach.
Etwa 1 km weiter flussabwärts, zwischen Hirtel und Kirschhof, unterquert der Köllerbach bei der Anschlussstelle Heusweiler die Bundesautobahn 8 und erreicht wenig später Heusweiler. An dessen südlichem Ortsrand mündet rechtsseitig der aus dem Westen heranziehende Salbach. Rund 600 m weiter südlich erreicht der Bach die Ortsgrenze von Walpershofen, wo von links der Wahlbach mündet, südlich von Walpershofen dann wiederum von links der Dörschbach.
Der Köllerbach durchfließt anschließend Köllerbach, wo Hermesbach, Sellerbach und Schäferbach zufließen, sowie Püttlingen, wo ihn von rechts der Wimbach und der Hermesborn erreichen sowie nach wenigen hundert Metern von links der Schlehbach. Nach Durchqueren von Völklingen mündet der Köllerbach auf 195 m ü. NN von rechts neben der
Karolinger Brücke in die Saar.
Auf seinem 19 km langen Weg überwindet der Bach einen Höhenunterschied von 105 m, bei einem mittleren Sohlgefälle von 5,5 ‰. Er hat ein Einzugsgebiet von etwa 79 km².

### Ortschaften
- Eiweiler (Ortsteil von Heusweiler)
- Heusweiler
- Walpershofen (Ortsteil von Riegelsberg)
- Köllerbach (Stadtteil von Püttlingen)
- Püttlingen
- Völklingen